# Bahnstrecke Zumarrága–Zumaia
| Zumarrága–Zumaia                                   | Zumarrága–Zumaia    |
| -------------------------------------------------- | ------------------- |
| Gedenktafel im Baskischen Eisenbahnmuseum          |                     |
| Inschrift im Umspannwerk der Eisenbahn in Azpeitia |                     |
| Spurweite:                                         | 1000 mm (Meterspur) |
|                                                    |                     |

Die Bahnstrecke Zumarrága–Zumaia (Ferrocarril del Urola) war eine elektrifizierte schmalspurige Verbindungsstrecke zwischen diesen beiden Städten in der Autonomen Gemeinschaft Baskenland in Spanien, die heute größtenteils stillgelegt ist.

## Geografische Lage
Die Strecke verlief in Nord-Süd-Richtung. Zumaia liegt an der ebenfalls schmalspurigen Bahnstrecke Irun–Bilbao, Zumarrága an der von Frankreich kommenden, breitspurigen Bahnstrecke Irun–Madrid. Die Bahnstrecke Zumarrága–Zumaia durchquert gebirgiges Gelände. In Azpeitia, etwa auf der Hälfte der Strecke, entstand ein großes Bahnbetriebswerk.

## Geschichte
Die Strecke wurde am 5. Oktober 1920 als Sekundärbahn konzessioniert und von der Provinz Gipuzkoa errichtet. Am 22. Februar 1926 eröffnete König Alfons XIII. die Strecke.
Sie hatte nie mehr als regionale Bedeutung. Als sie schließlich 1988 weitgehend stillgelegt wurde, entstand auf den benachbarten Geländen von Bahnhof und Bahnbetriebswerk Azpeitia das Baskische Eisenbahnmuseum. Außerdem wurde ein etwa 10 km langer, dort beginnender Abschnitt der Strecke bis Lasao erhalten, auf der das Museum im Sommerhalbjahr Fahrten mit historischen Fahrzeugen anbietet, teils gezogen von Dampflokomotiven.